# Остапченко Денис В'ячеславович
Денис В'ячеславович Остапченко (нар. 19 квітня 2001, Миргород, Полтавська область) — український паралімпійський плавець, дворазовий чемпіон Європи, триразовий призер чемпіонату світу, чемпіон, срібний та бронзовий призер Паралімпійських ігор. Майстер спорту міжнародного класу. Представляє Полтавську область.

## Біографія
Спортсмен із вродженим розладом зору. Почав тренуватися 2009 року в Полтаві. Тренери — Галина Бойко, Ілля Калайда.
У 2019 році отримав звання майстра спорту України міжнародного класу.

## Участь в міжнародних змаганнях
- Паралімпійський чемпіонат світу з плавання 2019 (Лондон, Велика Британія)
  - 2 місце — 200 м вільним стилем — S3; 3:25.45
  - 3 місце — 50 м вільним стилем — S3; 46.09
  - 3 місце — Змішана естафета 4×50 м; 2:41.20
  - 4 місце — 50 м на спині — S3; 47,60
  - 5 місце — Естафета 4×50 м вільним стилем; 2:30.69
  - 12 місце — 100 м вільним стилем; 1:40.37
- Паралімпійський чемпіонат Європи з плавання 2020 (Фуншал, Португалія)
  - 1 місце — 200 м вільним стилем — S3; 3: 25.29
  - 1 місце — 50 м на спині — S3; 46.22
  - 2 місце — 50 м вільним стилем — S3; 46.69
  - 2 місце — Естафета 4×50 м вільним стилем; 2:28.95
  - 8 місце — 150 м комплексне плавання — SM4; дискваліфікація
- Паралімпійський чемпіонат Європи з плавання 2018 (Дублін, Ірландія)
  - 2 місце — 50 м вільним стилем — S3; 50.05
  - 2 місце — 200 м вільним стилем — S3; 3:42.03
  - 2 місце — 50 м на спині — S3; 52.17
  - 8 місце — 100 м вільним стилем — S4; 1:44.91

### Виступи на Паралімпійських іграх
Вперше брав участь у паралімпійських іграх 2021 року на Літніх паралімпійських іграх-2020 у Токіо у віці 20 років. Здобув золоту (200 метрів вільним стилем), срібну (50 метрів на спині) та бронзову (50 метрів вільним стилем) нагороди для збірної України.
| Змагання                       | Збірна    | Вагова категорія                                                                         | Місце  |
| ------------------------------ | --------- | ---------------------------------------------------------------------------------------- | ------ |
| Літні Паралімпійські ігри 2020 | · Україна | Плавання на літніх Паралімпійських іграх 2020 — Чоловіки, 200 метрів вільним стилем (S3) | Золото |
| Літні Паралімпійські ігри 2020 | · Україна | Плавання на літніх Паралімпійських іграх 2020 — Чоловіки, 50 метрів на спині (S3)        | Срібло |
| Літні Паралімпійські ігри 2020 | · Україна | Плавання на літніх Паралімпійських іграх 2020 — Чоловіки, 50 м вільним стилем (S3)       | Бронза |

## Нагороди
- Орден «За заслуги» II ст. (18 вересня 2024) — За досягнення високих спортивних результатів на XVII літніх Паралімпійських іграх у місті Парижі (Французька Республіка), виявлені самовідданість та волю до перемоги, утвердження міжнародного авторитету України[1]
- Орден «За заслуги» III ст. (16 вересня 2021) — За значний особистий внесок у розвиток паралімпійського руху, досягнення високих спортивних результатів на XVI літніх Паралімпійських іграх у місті Токіо (Японія), виявлені самовідданість та волю до перемоги, утвердження міжнародного авторитету України[2]